# Давид-Городоцький район
Давид-Городоцький район — адміністративно-територіальна одиниця в БРСР у 1940—1961 роках. Утворено 15 січня 1940 року у складі Пінської області. Центр — Давид-Городок. 12 жовтня 1940 року поділено на 11 сільських рад: Азданицьку, Альгомельську, Ольшанську, Велимицьку, Лядзецьку, Мерлінську, Ромельську, Рубельську, Хоромську, Хорську, Храпунську .
З 8 січня 1954 року в складі Берестейської області. 16 липня 1954 року ліквідовано Альгомельську, Рамельську та Хорську сільські ради.
19 січня 1961 року район скасовано, його територію передано Столінському району.